# Jan Zoon
Jan Herbert Zoon (Rotterdam, 16 juli 1923 – Oostvoorne, 9 februari 2016) was een Nederlands econoom en politicus namens de PvdA.
Zoon studeerde economie aan de Nederlandse Economische Hogeschool Rotterdam waar hij in 1969 promoveerde op de industrialisatie in Friesland. Hij was redacteur en later adjunct-redacteur en secretaris van weekblad Economisch-Statistische Berichten (ESB). Van 1960 tot 1980 was hij adjunct-directeur van het Economisch-Technologisch Instituut voor Friesland (ETIF) en aansluitend tot 1984 directeur.
In 1969 kwam Zoon namens de PvdA in de Eerste Kamer waar hij financieel-economisch woordvoerder werd. Hij trad, als oudst zittend lid, soms op als waarnemend Kamervoorzitter; hij verliet de Kamer in 1991. Hij was gehuwd en kreeg vier kinderen. Zoon werd in 1981 gedecoreerd tot Ridder in de Orde van de Nederlandse Leeuw en in 1990 bevorderd tot Commandeur in de Orde van de Nederlandse Leeuw.